# Saix
Ne doit pas être confondu avec Saïx.
Pour les articles homonymes, voir Saix (homonymie).
Saix est une commune du Centre-Ouest de la France, située dans le département de la Vienne (région Nouvelle-Aquitaine).

## Géographie

### Localisation
Saix est le village le plus au nord de la Vienne et de la région Nouvelle Aquitaine, à la limite du département de Maine-et-Loire. Ce village se trouve à 6 km de Fontevraud-l'Abbaye, à 17 km de Saumur et une petite vingtaine de kilomètres de Loudun. Saix fait partie du canton des Trois-Moutiers.
La commune de Saix est composée d'un centre-bourg avec la mairie, l'église paroissiale, la salle des fêtes et d'une école maternelle, d'un gros hameau nommé la Tourette et de plusieurs autres petits hameaux (la Guerche, Eternes, Pas de Loup...).

### Hydrographie
Huit mares ont été répertoriées sur l’ensemble du territoire communal (30 000 recensées dans la région de Poitou-Charentes). Les mares de Poitou-Charentes ont été créées par l'homme, notamment pour répondre aux besoins en eau des habitants (mares communautaires), du cheptel ou à la suite d'activités extractives (argile, marne, pierres meulières). Très riches au niveau botanique, elles jouent un rôle majeur pour les batraciens (tritons, grenouilles), les reptiles (couleuvres) et les libellules. Elles sont un élément symbolique du patrimoine rural et du maintien de la biodiversité en zone de plaine et de bocage.

### Communes limitrophes
|                         |        | Fontevraud-l'Abbaye (Maine-et-Loire) |
| Epieds (Maine-et-Loire) | Saix   | Roiffé                               |
| Morton                  | Raslay |                                      |

### Climat
Pour des articles plus généraux, voir Climat de la Nouvelle-Aquitaine et Climat de la Vienne.
Historiquement, la commune est exposée à un climat océanique du nord-ouest.  
En 2020, Météo-France publie une typologie des climats de la France métropolitaine dans laquelle la commune est dans une zone de transition entre le climat océanique et le climat océanique altéré et est dans la région climatique  Moyenne vallée de la Loire, caractérisée par une bonne insolation (1 850 h/an) et un été peu pluvieux.
Pour la période 1971-2000, la température annuelle moyenne est de 12,6 °C, avec une amplitude thermique annuelle de 14,6 °C. Le cumul annuel moyen de précipitations est de 624 mm, avec 10,4 jours de précipitations en janvier et 6,3 jours en juillet. Pour la période 1991-2020, la température moyenne annuelle observée sur la station météorologique la plus proche, située sur la commune de Montreuil-Bellay à 12 km à vol d'oiseau, est de 12,8 °C et le cumul annuel moyen de précipitations est de 616,3 mm,. Pour l'avenir, les paramètres climatiques de la commune estimés pour 2050 selon différents scénarios d’émission de gaz à effet de serre sont consultables sur un site dédié publié par Météo-France en novembre 2022.

## Urbanisme

### Typologie
Au 1er janvier 2024, Saix est catégorisée commune rurale à habitat dispersé, selon la nouvelle grille communale de densité à sept niveaux définie par l'Insee en 2022.
Elle est située hors unité urbaine et hors attraction des villes,.

### Occupation des sols
L'occupation des sols de la commune, telle qu'elle ressort de la base de données européenne d’occupation biophysique des sols Corine Land Cover (CLC), est marquée par l'importance des territoires agricoles (49,3 % en 2018), une proportion sensiblement équivalente à celle de 1990 (49,2 %). La répartition détaillée en 2018 est la suivante : 
terres arables (31,6 %), forêts (28,5 %), milieux à végétation arbustive et/ou herbacée (20 %), zones agricoles hétérogènes (8,7 %), prairies (5 %), cultures permanentes (4 %), zones urbanisées (1,2 %), zones industrielles ou commerciales et réseaux de communication (0,5 %), espaces verts artificialisés, non agricoles (0,5 %). L'évolution de l’occupation des sols de la commune et de ses infrastructures peut être observée sur les différentes représentations cartographiques du territoire : la carte de Cassini (XVIIIe siècle), la carte d'état-major (1820-1866) et les cartes ou photos aériennes de l'IGN pour la période actuelle (1950 à aujourd'hui).

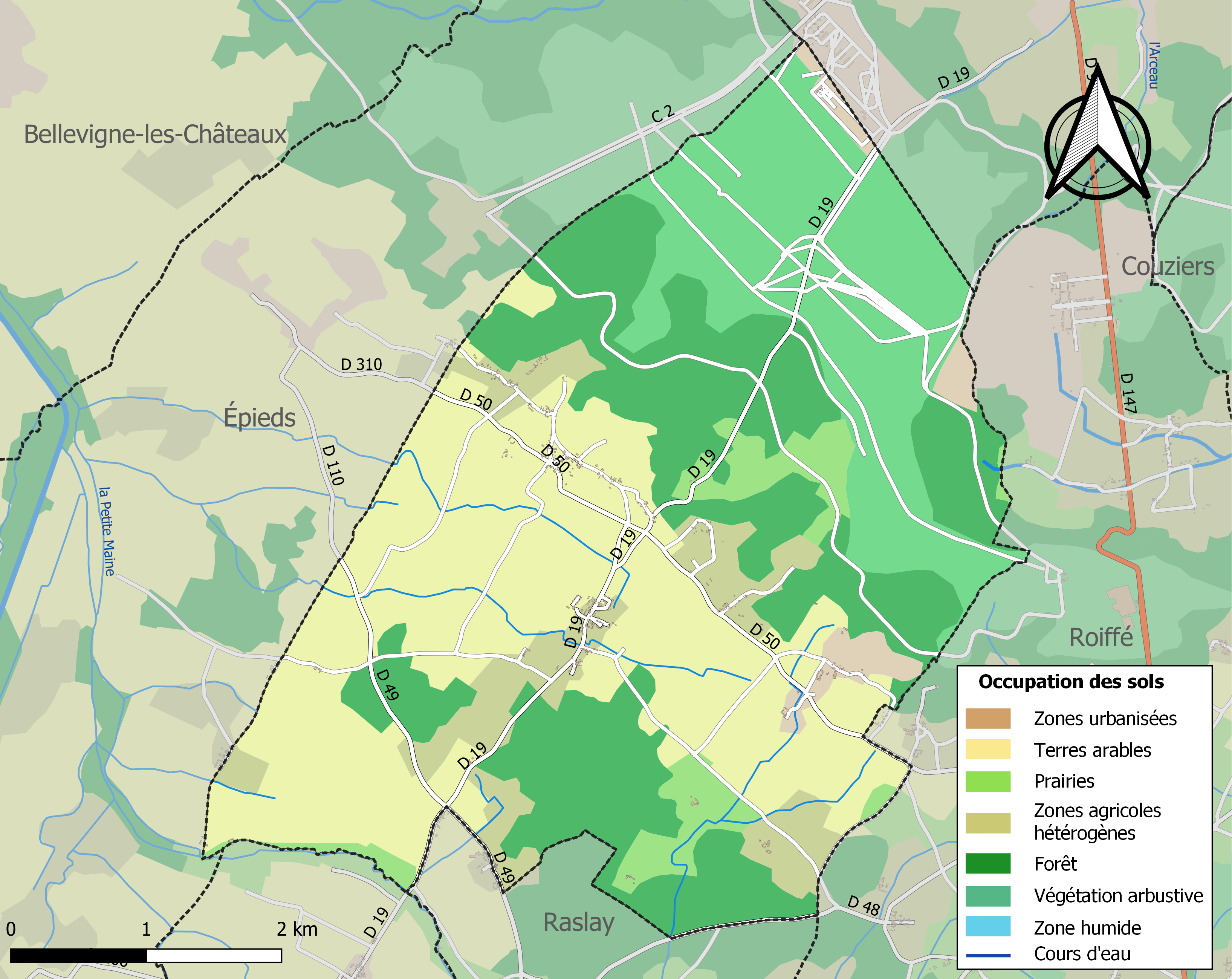
Carte des infrastructures et de l'occupation des sols de la commune en 2018 (CLC).

### Risques majeurs
Le territoire de la commune de Saix est vulnérable à différents aléas naturels : météorologiques (tempête, orage, neige, grand froid, canicule ou sécheresse), inondations, feux de forêts, mouvements de terrains et séisme (sismicité modérée). Il est également exposé à un risque technologique,  le transport de matières dangereuses. Un site publié par le BRGM permet d'évaluer simplement et rapidement les risques d'un bien localisé soit par son adresse soit par le numéro de sa parcelle.

#### Risques naturels
Certaines parties du territoire communal sont susceptibles d’être affectées par le risque d’inondation par débordement de cours d'eau, notamment la Courance. La commune a été reconnue en état de catastrophe naturelle au titre des dommages causés par les inondations et coulées de boue survenues en 1982, 1997, 1999, 2010 et 2013,.
Saix est exposée au risque de feu de forêt. En 2014, le deuxième plan départemental de protection des forêts contre les incendies (PDPFCI) a été adopté pour la période 2015-2024. Les obligations légales de débroussaillement dans le département sont définies dans un arrêté préfectoral du 29 mai 2015,, celles relatives à l'emploi du feu et au brûlage des déchets verts le sont dans un arrêté permanent du 24 mai 2015,.

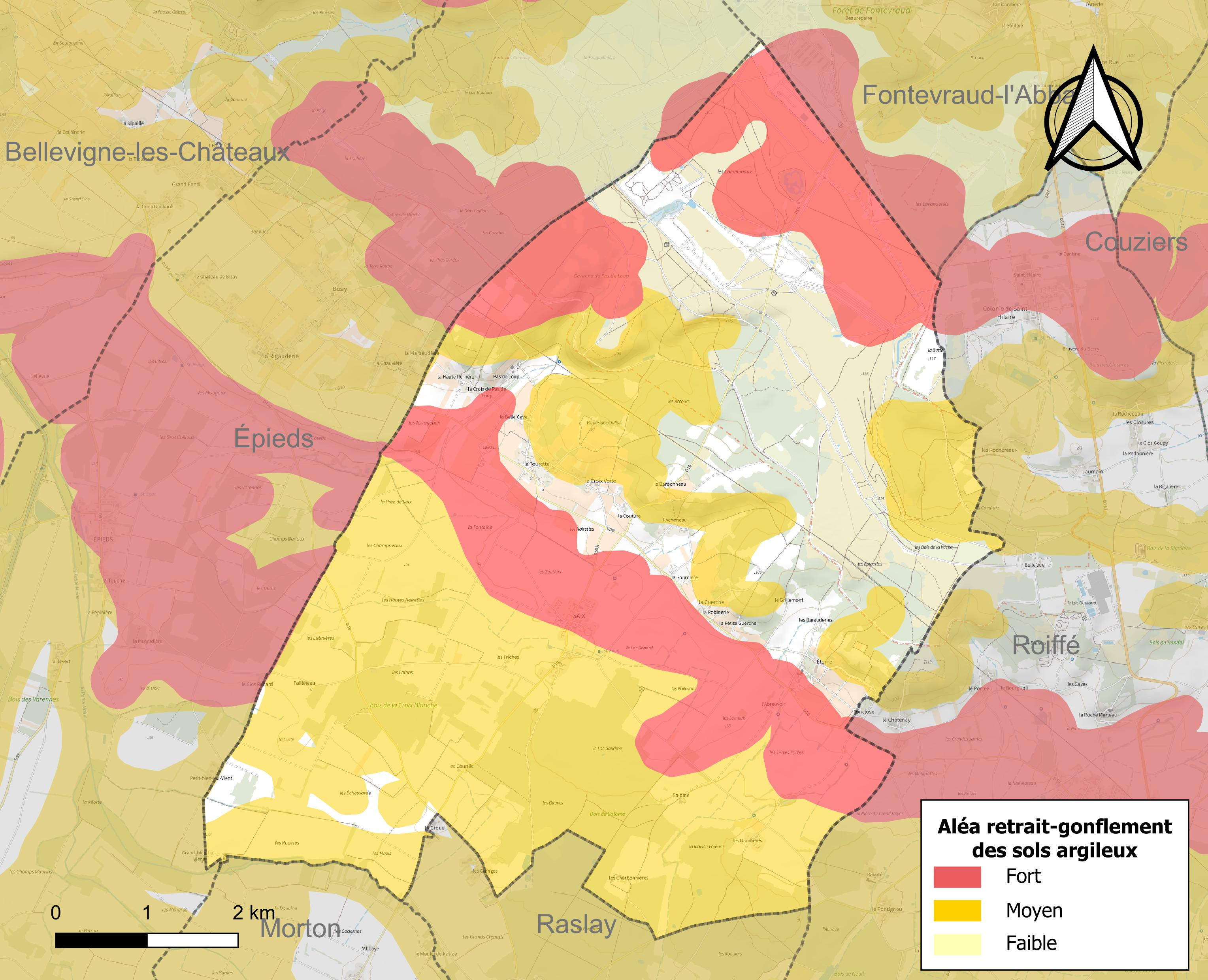
Carte des zones d'aléa retrait-gonflement des sols argileux de Saix.

Les mouvements de terrains susceptibles de se produire sur la commune sont des affaissements et effondrements liés aux cavités souterraines (hors mines) et des tassements différentiels. Afin de mieux appréhender le risque d’affaissement de terrain, un inventaire national permet de localiser les éventuelles cavités souterraines sur la commune. Le retrait-gonflement des sols argileux est susceptible d'engendrer des dommages importants aux bâtiments en cas d’alternance de périodes de sécheresse et de pluie. 74,4 % de la superficie communale est en aléa moyen ou fort (79,5 % au niveau départemental et 48,5 % au niveau national). Depuis le 1er octobre 2020, en application de la loi ÉLAN, différentes contraintes s'imposent aux vendeurs, maîtres d'ouvrages ou constructeurs de biens situés dans une zone classée en aléa moyen ou fort,.
La commune a été reconnue en état de catastrophe naturelle au titre des dommages causés par des mouvements de terrain en 1999 et 2010.

## Toponymie
Le nom du village pourrait provenir du latin saxa qui désigne un terrain rocheux.

## Histoire

### Légende
Le village de Saix aurait été le lieu du « miracle des Avoines », lié à sainte Radegonde, alors reine des Francs par son mariage avec Clotaire Ier. Fuyant son époux qui voulait l'empêcher de se consacrer religieusement, elle se serait réfugiée avec deux de ses servantes dans une villa située sur la paroisse de Saix. Traversant un champ, poursuivie par son époux et quelques cavaliers, Radegonde demanda au paysan y travaillant de ne pas révéler sa présence. Et avant qu'ils n'arrivèrent, le champ se couvrit d’avoine, permettant à la reine et à ses suivantes de rester introuvables. Le roi, voyant un champ prêt pour la moisson au sortir de l'hiver, y a vu un signe divin et rebroussa chemin. Radegonde put continuer sa route sans crainte et arriver à Poitiers, saine et sauve. Une petite chapelle appelée Sainte-Radegonde rappelle ce miracle à l'endroit même où il se produisit. Autre commune de l’Ouest à considérer la paternité du miracle des Avoines : La Genétouze.
Sainte Radegonde décida de la fondation d'un oratoire et d'un hospice sur la terre que possédait son époux Clotaire Ier à Saix, et ce fût l'un des premiers en France.

### Révolution française
Saix accueille favorablement les avancées de la Révolution française. Elle plante ainsi son arbre de la liberté, symbole de la Révolution. Il devient le lieu de ralliement de toutes les fêtes et des principaux événements révolutionnaires. Mais en tant que symbole, il attire l’hostilité des contre-révolutionnaires, qui l’abattent en 1794, en pleine Terreur. L’aubergiste de la Belle Cave, complice et contre-révolutionnaire convaincu, est condamné à mort.

## Politique et administration

### Liste des maires
| Période   | Période   | Identité                | Étiquette | Qualité |
| --------- | --------- | ----------------------- | --------- | ------- |
| 1813      | 1820      | Le Noir de Pas de Loup  |           |         |
| 1820      | 1822      | Bazille                 |           |         |
| 1822      | 1828      | Le Noir de Pas de Loup  |           |         |
| 1828      | 1830      | Bruneau                 |           |         |
| 1830      | 1835      | Bazille Auguste         |           |         |
| 1835      | 1846      | Garreau Louis           |           |         |
| 1846      | 1861      | Bouilleau François      |           |         |
| 1861      | 1866      | Moriceau Henri          |           |         |
| 1867      | 1870      | Bougouin Louis          |           |         |
| 1870      | 1871      | Fillatreau René         |           |         |
| 1871      | 1877      | Bougouin Louis          |           |         |
| 1877      | 1884      | Brillault Louis         |           |         |
| 1884      | 1889      | Colonel Delavau Charles |           |         |
| 1889      | 1908      | Fillatreau René-Auguste |           |         |
| 1908      | 1918      | Genevrais René          |           |         |
| 1919      | 1925      | Limousin Célestin       |           |         |
| 1925      | 1935      | Bouguier Henri          |           |         |
| 1935      | 1945      | Général Delavau Gaston  |           |         |
| 1945      | 1977      | Hardré Gaston           |           |         |
| 1977      | 1995      | Lefief Maurice          |           |         |
| 1995      | 2001      | Cailleteau Michel       |           |         |
| mars 2001 | mars 2008 | René Chauvet            |           |         |
| mars 2008 | 2019      | Robert Marteling        |           |         |
| 2019      | en cours  | Barillot Sylvie         |           |         |

Source :

### Instances judiciaires et administratives
La commune relève du tribunal d'instance de Poitiers, du tribunal de grande instance de Poitiers, de la cour d'appel  de Poitiers, du tribunal pour enfants de Poitiers, du conseil de prud'hommes de Poitiers, du tribunal de commerce de Poitiers, du tribunal administratif de Poitiers et de la cour administrative d'appel  de  Bordeaux,  du tribunal des pensions de Poitiers, du tribunal des affaires de la Sécurité sociale de la Vienne, de la cour d’assises de la Vienne.

## Population et société

### Démographie
L'évolution du nombre d'habitants est connue à travers les recensements de la population effectués dans la commune depuis 1793. Pour les communes de moins de 10 000 habitants, une enquête de recensement portant sur toute la population est réalisée tous les cinq ans, les populations de référence des années intermédiaires étant quant à elles estimées par interpolation ou extrapolation. Pour la commune, le premier recensement exhaustif entrant dans le cadre du nouveau dispositif a été réalisé en 2007.

En 2022, la commune comptait 263 habitants, en évolution de −9,31 % par rapport à 2016 (Vienne : +0,6 %, France hors Mayotte : +2,11 %).
| 1793 | 1800 | 1806 | 1821 | 1831 | 1836 | 1841 | 1846 | 1851 |
| ---- | ---- | ---- | ---- | ---- | ---- | ---- | ---- | ---- |
| 447  | 499  | 495  | 616  | 662  | 634  | 669  | 669  | 666  |

| 1856 | 1861 | 1866 | 1872 | 1876 | 1881 | 1886 | 1891 | 1896 |
| ---- | ---- | ---- | ---- | ---- | ---- | ---- | ---- | ---- |
| 615  | 605  | 594  | 569  | 533  | 510  | 502  | 473  | 465  |

| 1901 | 1906 | 1911 | 1921 | 1926 | 1931 | 1936 | 1946 | 1954 |
| ---- | ---- | ---- | ---- | ---- | ---- | ---- | ---- | ---- |
| 469  | 465  | 454  | 370  | 366  | 368  | 379  | 362  | 359  |

| 1962 | 1968 | 1975 | 1982 | 1990 | 1999 | 2006 | 2007 | 2012 |
| ---- | ---- | ---- | ---- | ---- | ---- | ---- | ---- | ---- |
| 321  | 290  | 235  | 189  | 171  | 185  | 208  | 211  | 278  |

| 2017 | 2022 | - | - | - | - | - | - | - |
| ---- | ---- | - | - | - | - | - | - | - |
| 290  | 263  | - | - | - | - | - | - | - |

En 2008, selon l’INSEE,  la densité de population de la commune était de 9,4 hab./km2, 61 hab./km2 pour le département, 68 hab./km2 pour la région Poitou-Charentes et 115 hab./km2 pour la France.

### Enseignement
L'école maternelle a deux classes. Elle fait partie d'un regroupement pédagogique intercommunal avec les communes avoisinantes de Morton et de Roiffé).

## Économie
Selon la direction régionale de l'Alimentation, de l'Agriculture et de la Forêt de Poitou-Charentes, il n'y a plus que 18 exploitations agricoles en 2010 contre 21 en 2000.
Les surfaces agricoles utilisées se sont maintenues au cours de cette décennie : 864 hectares. Ces chiffres indiquent une concentration des terres sur un nombre plus faible d’exploitations. Cette tendance est conforme à l’évolution  constatée sur tout le département de la Vienne puisque de 2000 à 2007, chaque exploitation a gagné en moyenne 20 hectares.   
41 % des surfaces agricoles sont destinées à la culture des céréales (blé tendre essentiellement mais aussi orges et maïs), 21 % pour les oléagineux (colza et tournesol), 5 % pour le fourrage et 1 % reste en herbe.
En 2000, 137 hectares répartis sur seize exploitations étaient consacrés à la vigne. En 2010, le nombre d'hectares est de 121 pour douze fermes viticoles.
Trois exploitations en 2010 (contre quatre en 2000) abritent un élevage d'ovins (29 têtes en 2010 contre 71 têtes en 2000). L'élevage de bovins a disparu au cours de cette décennie.

## Culture locale et patrimoine

### Lieux et monuments
- La chapelle Sainte-Radegonde.
- L'église Sainte-Radegonde (dont une partie date du XIIe siècle) est inscrite comme monument historique en 1939 pour son chœur et son abside[37].
- Le château d'Éternes, sur la route de Roiffé.
- Le château de Pas-de-Loup, sur la route de Saumur.
- Le château de Saix. Fief de haute justice relevant de Loudun[38].
- Quelques belles caves, situées sur des propriétés viticoles (aire d'appellation Saumur contrôlée).

### Articles de Wikipédia
- Liste des communes de la Vienne
- Anciennes communes de la Vienne